# 패니의 여행
패니의 여행(Le voyage de Fanny, Fanny's Journey)은 프랑스에서 제작된 롤라 드와이옹 감독의 2016년 드라마 영화이다. 레오니 수쇼 등이 주연으로 출연하였다.

## 출연

### 주연
- 레오니 수쇼
- 세실 드 프랑스
- 스테판 드 그루드

### 조연
- 라이언 브로디
- 잔 에이브러햄